# Jakub Wachtel

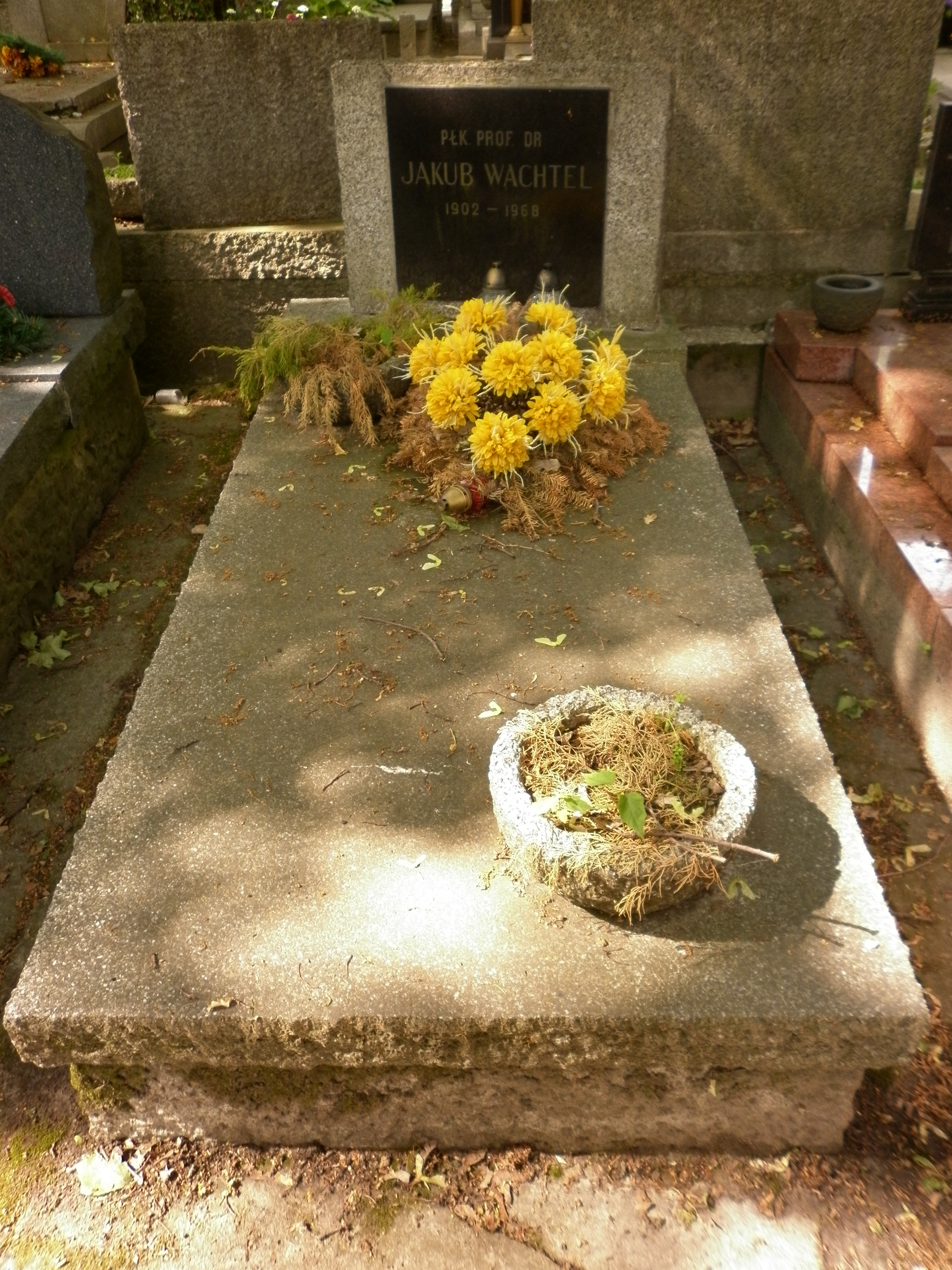
Grób Jakuba Wachtela na Cmentarzu Wojskowym na Powązkach

Jakub Wachtel (ur. 8 stycznia 1902, zm. 22 lipca 1968 w Warszawie) – polski historyk żydowskiego pochodzenia, pułkownik Wojska Polskiego.
Wykładowca polityczno-wychowawczy 1 Dywizji Piechoty w stopniu ppor. Był następnie zastępcą do spraw polityczno-wychowawczych 6 Pomorskiej Dywizji Piechoty, profesorem historii na Wojskowej Akademii Politycznej, a od 1964 roku redaktorem naczelnym Zeszytów Naukowych WAP. Odznaczony m.in. Srebrnym Medalem Zasłużonym na Polu Chwały oraz Srebrną odznaką honorową "Za Zasługi dla Warszawy" (1960). Pochowany na cmentarzu wojskowym na Powązkach (kwatera B14-3-12).